# Crítica de la filosofía del derecho de Hegel

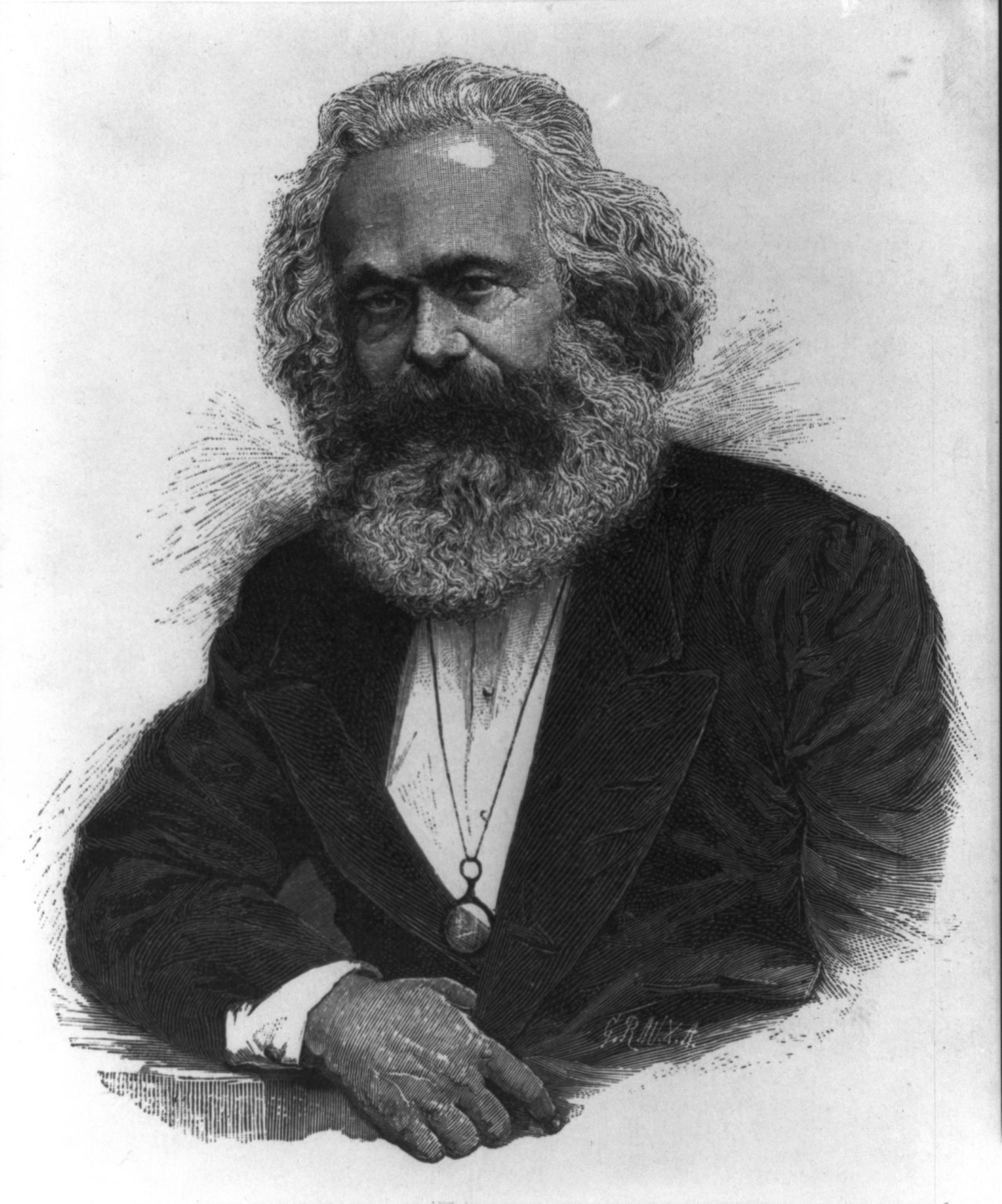
Karl Marx

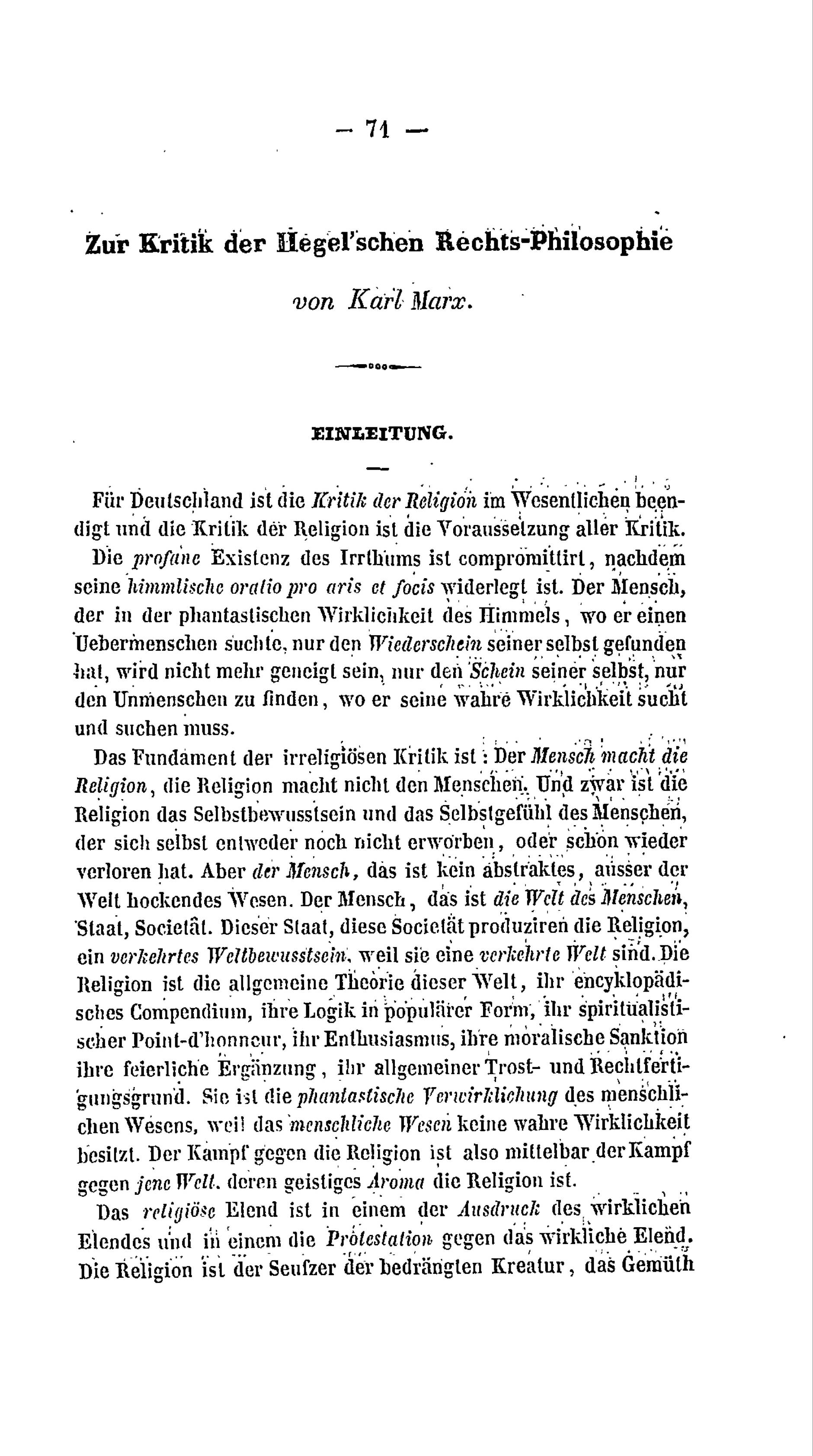
Introducción a la Crítica a la filosofía del derecho de Hegel (1844)

La Crítica a la filosofía del derecho de Hegel (Zur Kritik der Hegelschen Rechtsphilosophie) es una obra escrita por Karl Marx entre 1843 y 1844, aunque publicada póstumamente (a excepción de su Introducción). En ella entabla un “cara a cara” con Hegel en el que criticará algunos párrafos de la obra relacionados con su filosofía del derecho, subrayando ciertas contradicciones de este pensamiento. Aquí Marx toma distancia de Hegel, siendo un texto que aporta un punto de vista diferente en la relación que vincula a ambos pensadores. 
La obra se compone de la Kritik des Hegelschen Staatsrechts (a veces traducida al castellano como Crítica a la filosofía del Derecho Público de Hegel o Crítica a la filosofía del Estado de Hegel), también conocida como Manuscrito de Kreuznach, escrita entre marzo y agosto de 1843 -si bien no vio la luz hasta 1927-, y de una Introducción escrita entre finales de diciembre de 1843 y enero de 1844 y publicada en los Anuarios francoalemanes (Deutsch-Französische Jahrbücher) en 1844.  

## Introducción, la religión el “opio de los pueblos”
En el prólogo a esta obra, el autor desarrolla una detallada invectiva contra la religión, acusándola de “opio de los pueblos”. Cabe destacar que, como todo filósofo moderno, Marx desconfía abiertamente de la religión. No obstante, a diferencia de la crítica iluminista, que antepone a la razón como punto de partida fundante de toda existencia (y en este sentido hace otra religión), la crítica marxista parte del materialismo, es decir, la religión es obra intencionada de los hombres; obra que pretende negar la realidad en pos de una promesa infundada. Luego, la subversión de la religión es la vuelta a la realidad de “acá”, a los problemas del hombre en su mundo verdadero, a su ignominia y a sus posibilidades de emancipación. En otras palabras, la erradicación del opio que mantiene extasiados a los pueblos.

La miseria religiosa es, al mismo tiempo, la expresión de la miseria real y la protesta contra ella. La religión es el sollozo de la criatura oprimida, es el significado real del mundo sin corazón, así como es el espíritu de una época privada de espíritu. Es el opio del pueblo.

Marx considera que la religión, ese “reflejo sagrado del valle de lágrimas” (valle al cual está temporalmente confinada la consciencia del hombre), aleja a los pueblos de sí mismos, los enajena, disipando así su potencial revolucionario. Por otra parte, la crítica a la religión despierta al hombre a su ignominia actual, en la cual se encuentra esclavizado y sin utopías. La crítica a la religión solo puede ser filosófica e histórica, ambas disciplinas deberán establecer la “verdad del acá” luego de desenmascarar la farsa del “allá”, que impone la religión y su promesa del paraíso después de la muerte. La aniquilación del hombre “profano” (o mundano, el hombre real), ocurre a las anchas de las élites dominantes, mientras tanto, la religión hace máquina con este proceso negando la existencia del hombre carnal. Se cierra de esta forma la lógica justificativa de la explotación más onerosa: no puede existir tal explotación sin el cuerpo de la víctima, es decir, sin el hombre mundano.  

La tarea de la historia, por lo tanto, es establecer la verdad del acá, después que haya sido disipada la verdad del allá. Ante todo, el deber de la filosofía, que está al servicio de la historia, es el de desenmascarar la aniquilación de la persona humana en su aspecto profano, luego de haber sido desenmascarada la forma sagrada de la negación de la persona humana. La crítica del cielo se cambia así en la crítica de la tierra, la crítica de la religión en la crítica del derecho, la crítica de la teología en la crítica de la política.

La negación del hombre mundano en pos de su espíritu, cuyo lugar a la vera de Dios ha sido prometido, opera con una doble finalidad: control social, necesario para impartir libremente la explotación de los pueblos; y la legitimación (por el hábito, o bien por el fundamento que las religiones hacen de las preferencias de Dios) del derecho a explotación de esos pueblos por parte de las elites. Desenmascarar la aniquilación de los hombres en el mundo real es, al mismo tiempo, desenmascarar la negación de dicha aniquilación.

## Introducción, la coyuntura alemana de mediados delsigloXIX
La segunda parte de la introducción propone esclarecer la situación alemana de la época. 

Al contrario, entusiastas ingenuos, alemanes de sangre y liberales por reflexión, buscan nuestra historia de la libertad más allá de nuestra historia en las primitivas selvas teutónicas. Pero, ¿en qué se distingue nuestra historia de la libertad de la historia de la libertad del jabalí, si se debe ir a encontrarla sólo en las selvas? Además, es sabido que en cuanto se grita en la floresta, resuena el eco fuera de ella. ¡Paz, por lo tanto, a las primitivas selvas teutónicas! ¡Guerra a las presentes condiciones germánicas! ¡Absolutamente! Ellas están por debajo del nivel de la historia, por debajo de toda crítica, pero siguen siendo objeto de la crítica, como el delincuente que está por debajo del nivel de la humanidad no deja de ser un problema para el verdugo. En la lucha con ellas, la crítica no es una pasión del cerebro, sino el cerebro de la pasión. No es el escalpelo anatómico: es un arma. Su objeto es su enemigo, que ella no quiere discutir, pero sí aniquilar, puesto que el espíritu de estas condiciones es impugnado.

Luchar contra el statu quo alemán es luchar contra todo lo premoderno que aún existía en Europa (y en otras regiones quizás más acentuado, como en Rusia y demás países eslavos, por ejemplo). Por aquel entonces (mediados del siglo XIX), todo lo referente al Antiguo Régimen (en francés: l'ancien régime) era amenazador para el Estado moderno, es por eso que Marx aprovecha este hecho para que los pueblos europeos modernos tomen conciencia y se interesen por el combate a estas forma arcaica de sociedad.

Es bastante instructivo para ellos ver l’ancien régime, que concluye su tragedia entre ellos, recitar su comedia como estribillo alemán. Trágica era su historia hasta cuando él era la fuerza preexistente del mundo y, la libertad, al contrario, una idea personal; en una palabra, hasta que ella creía y debía creer en su legitimidad. Hasta cuando l'ancien régime, como orden social existente, luchaba con un mundo que se venía formando, existía de parte suya un error de la historia mundial, pero no un error personal. Por eso su ruina era trágica. En cambio, el actual régimen alemán, un anacronismo, una flagrante contradicción contra un axioma reconocido universalmente, que mostraba a los ojos de todo el mundo la nulidad de l'ancien régime, se figura que puede aún creer en sí mismo y quiere que el mundo comparta esta supersticiosa idea.

Se tiende, por consiguiente, a principiar ahora en Alemania por donde en Francia y en Inglaterra se comienza a terminar. El antiguo estado de descomposición contra el cual estos Estados se rebelan teóricamente y que ahora soportan sólo como si soportaran las cadenas, es saludado en Alemania como el alba naciente de un hermoso futuro, que apenas osa pasar de la sutileza teórica a la práctica libre de recatos. Mientras el problema en Francia y en Inglaterra se plantea así: Economía o dominio de la sociedad sobre la riqueza, en Alemania suena así: Economía nacional o imperio de la propiedad privada sobre la nacionalidad. Luego, esto significa suprimir en Francia y en Inglaterra el monopolio, que ha sido empujado hasta sus últimas consecuencias; y, en Alemania, significa ir hasta las últimas consecuencias del monopolio. Allá se trata de una solución y, en cambio aquí y por ahora, de una colisión. He aquí un ejemplo muy a propósito de la forma alemana de los problemas modernos, un ejemplo que nuestra historia, semejante a una recluta inhábil, hasta ahora sólo tiene la tarea de repetir historias ya vividas.

## Introducción, la teoría alemana
Según Marx, esta teoría podrá volverse práctica en la medida de que sea ad hominem y por ende, radical. Esto es, atacando el problema de raíz que disuade al pueblo alemán de una revolución que eleve su nivel histórico: la religión. 

La teoría es capaz de adueñarse de las masas apenas se muestra ad hominem, y se muestra ad hominem apenas se convierte en radical. Ser radical significa atacar las cuestiones en la raíz. La prueba evidente del radicalismo de la teoría alemana y, por lo tanto, de su energía práctica, es hacer que tome como punto de partida la cortante, positiva eliminación de la religión.

A su vez, la revolución necesitará de una base material: el pueblo, luego, la teoría se realiza en el mismo cuando alcanza a contemplar sus necesidades. 

Las revoluciones tienen necesidad especialmente de un elemento receptivo, de una base material. La teoría en un pueblo alcanza a realizarse, en tanto cuanto se trata de la realización de sus necesidades.

Más allá de la fortaleza del statu quo alemán, Marx señala la falta de ciertos atributos espirituales que hacen a una clase social emanciparse por sobre otras. Esto se hace negando el estado actual de una sociedad, al mismo tiempo que se identifica con el “alma del pueblo” encarnando las necesidades de este último. 

(...) Alemania falta a cada clase particular no sólo el espíritu de consecuencia, la severidad, el coraje, la irreflexión que podría imprimirle el carácter de representante negativo de la sociedad; falta, igualmente, a cada estado social aquella amplitud de alma que la identifique, siquiera sea momentáneamente con el alma del pueblo; falta la genialidad que hace de la fuerza material un poder político; falta el empuje revolucionario que arroja a la cara del adversario la insolente expresión: Yo no soy nada y debería ser todo.

No obstante esolas limitaciones de la coyuntura alemana del siglo XIX, según el autor, el proletariado alemán comienza a ver como antagonista a la clase social que se encuentra por encafasdima de él: la burguesía. Ahora bien, el binomio burgués-proletario no se encuentra claramente demarcado, dado que la burguesía está la lucha con la burocracia estatal alemana que a su vez choca con el clero y la nobleza aún latentes. De esta forma, Marx establece el conflicto inevitable de clases en tanto estas coexisten en el mismo espacio social. Esto no se presenta sino como un obstáculo para alcanzar la revolución proletaria en Alemania. 

(...) la relación de las varias esferas de la sociedad alemana no es dramática, sino épica. Cada una de ellas comienza a adquirir la conciencia de sí misma y a tomar un puesto al lado de las otras con exigencias espaciales, no ya desde el momento en que es oprimida, sino apenas las condiciones sociales de la época constituyen, sin su cooperación, un substractum social, sobre el que la clase contigua pueda ejercitar su opresión (...) el príncipe se halla en lucha con el poder real, el burócrata con la nobleza, el burgués con todos éstos, mientras el proletario ya comienza a encontrarse en lucha con el burgués.